# Мацуяма, Хироаки
Хироаки Мацуяма (яп. 松山 博明); род. 31 августа 1967, Киото — японский футболист, выступающий на позиции полузащитника. На протяжении 1994—1995 годов выступал в первом дивизионе Джей-лиги за «Бельмаре Хирацука». Кроме того, Мацуяма занимал пост тренера сборной Бутана в период 2010—2012 годов.

## Клубная карьера
В 1991—1995 сыграл 66 матчей за Бельмаре Хирацука. А в том же 1995 году сыграл 4 матча за Тосу Футурес. В Фурукава Электрик и Консадоле Саппоро числился, но не играл.

## Тренерская карьера
В 2009 году потренировал клуб Оита Тринита в одном матче в качестве исполняющего обязанности, а также 8 матчей тренировал сборную Бутана.